# تشارلز ميلر فيشر
تشارلز ميلر فيشر هو طبيب كندي، ولد في 5 ديسمبر 1913 في واترلو في كندا، وتوفي في 14 أبريل 2012 في ألباني في الولايات المتحدة. كان تشارلز ميلر قد وصف نوعًا فرعيًا من متلازمة غيلان باريه ويحمل اسمه في عام 1859.